# Diplichnites

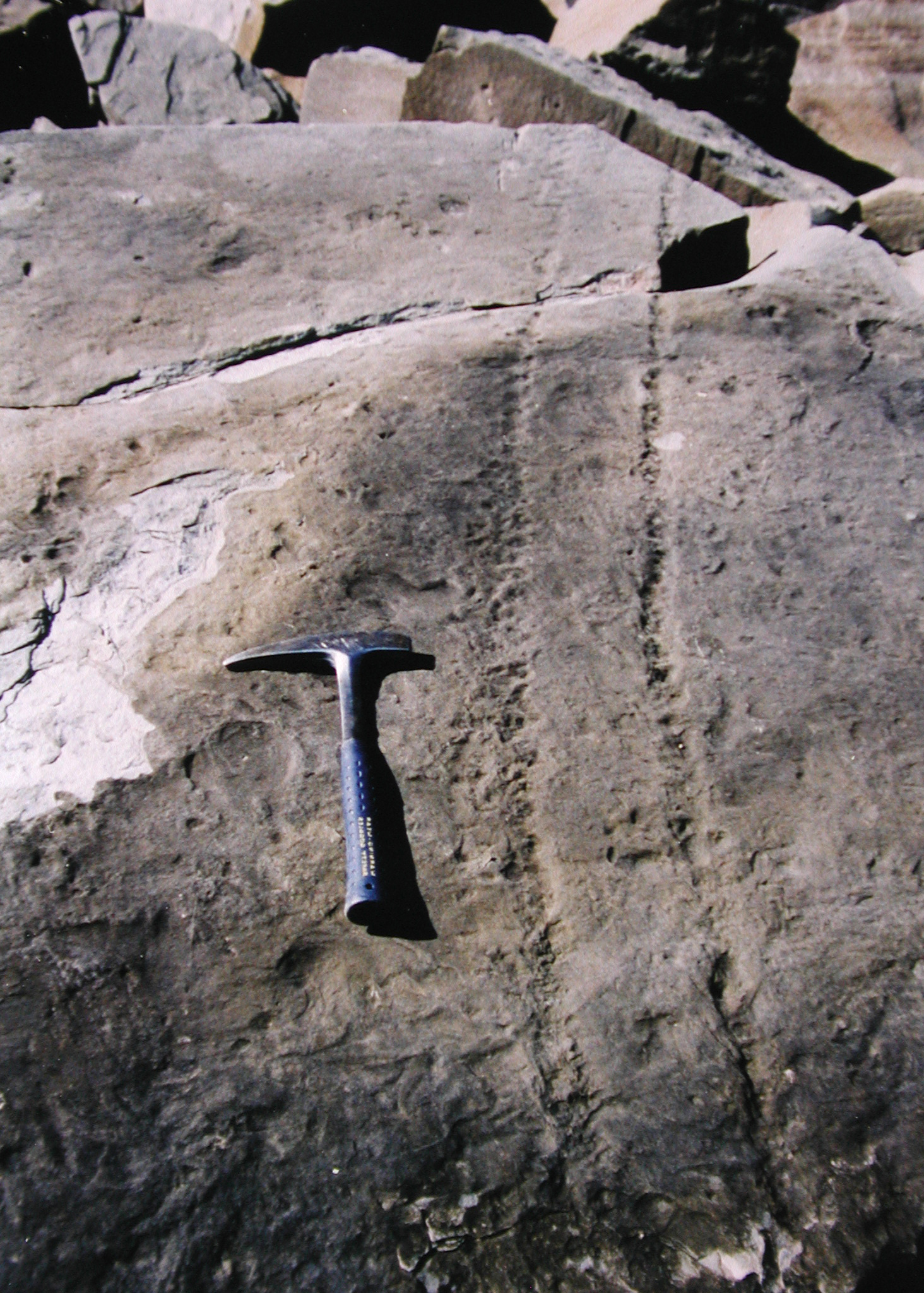
Diplichnites wytworzony przez Arthropleura

Diplichnites Dawson, 1873 – ichnorodzaj skamieniałości śladowych w formie hieroglifu, będący prawdopodobnie skamieniałymi odlewami tropów trylobitów i innych kopalnych stawonogów.
Diplichnites ma kształt rozrzuconych tropów związanych ze śladami w kształcie przypominającym rybi szkielet. 
Podobnie jak inne skamieniałości tego typu, okazy należące do tego ichnorodzaju charakteryzuje znaczna zmienność i bardziej jest on definiowany przez sposób powstania niż ścisłe cechy morfologiczne.
Okazy Diplichnites są zwykle hieroglifami, czyli nie samymi śladami na powierzchni podłoża, po którym poruszał się trylobit, ale odlewami śladów znajdującymi się na spągu warstwy przykrywającej to podłoże. Czasem podkreśla się tę różnicę, rezerwując nazwę Diplichnites tylko dla hieroglifów.
Diplichnites interpretuje się jako ślady stąpania po podłożu bez jego rozgrzebywania czy szorowania stroną brzuszną ciała. Inne hieroglify śladów pozostawionych w podłożu przez trylobity to Rusophycus Hall, 1852 (ślady spoczynku), Cruziana d'Orbigny 1842 (ślady pełzania i grzebania) i Dimorphichnus Seilacher, 1955 (ślady kroczenia lub pływania nad powierzchnią z szorowaniem po niej bokiem). Razem tworzą ichnocenozę związaną z życiem trylobitów, ale również innych towarzyszących im zwierząt.
Jednym z ichnogatunków tego ichnorodzaju jest Diplichnites cuithensis Briggs, Rolfe and Brannan, 1979, czyli ślady zostawione przez artropleurę.